# Turnul lui Einstein

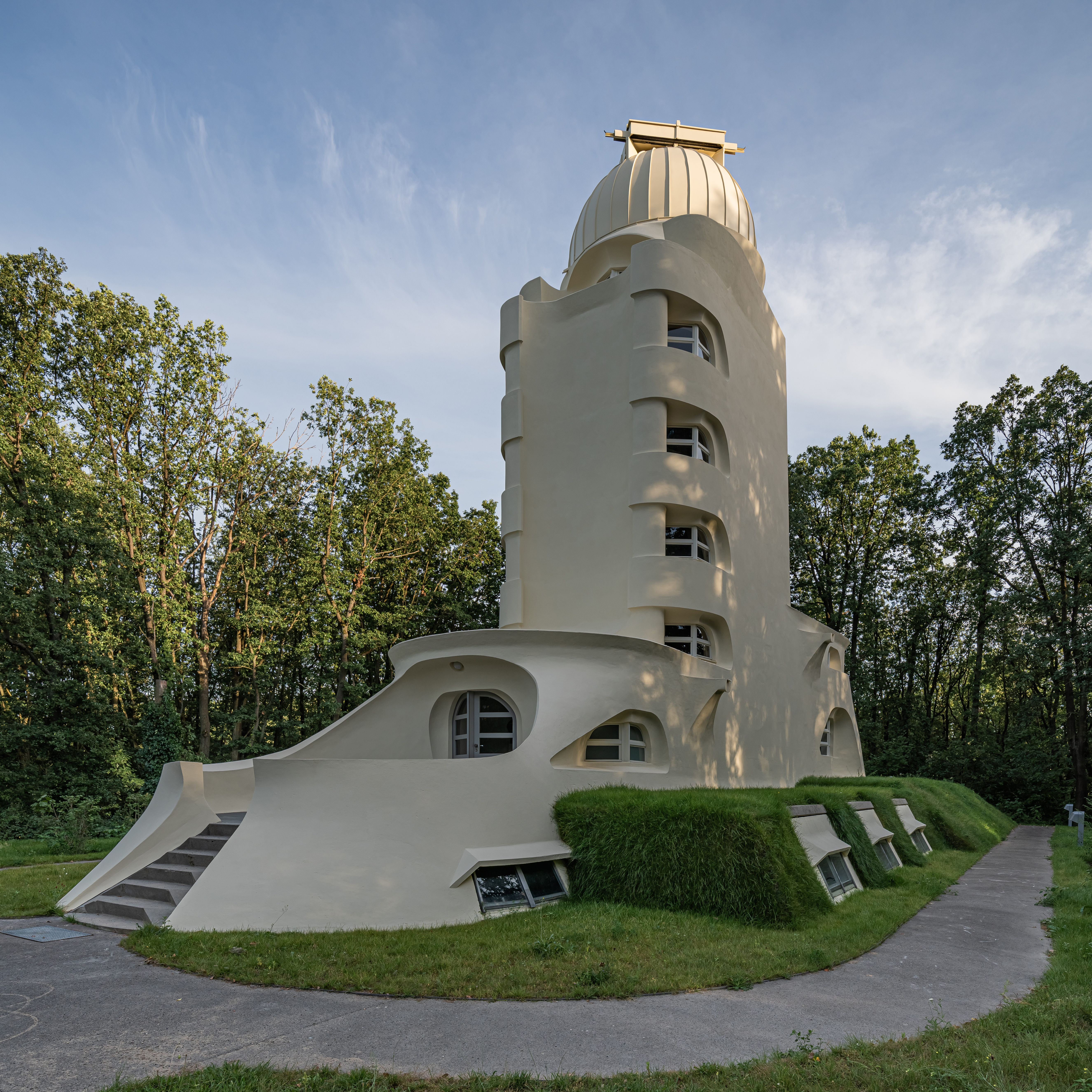
Turnul lui Einstein din Potsdam

Turnul lui Einstein (în germană Einsteinturm)  este un turn de arhitectură expresionistă, din zidărie de cărămidă acoperită cu ciment și din beton armat, realizat de arhitectul Erich Mendelsohn între 1917 și 1921. Este situat la Potsdam, lângă Berlin, în Germania, și adăpostește un telescop solar. Construcția sa a avut drept scop permiterea verificării teoriilor lui Albert Einstein.